# Dale Gardner
Dale Allan Gardner (* 8. November 1948 in Fairmont, Minnesota; † 19. Februar 2014 in Colorado Springs, Colorado) war ein US-amerikanischer Astronaut.

## Ausbildung
Gardner erhielt 1970 einen Bachelor in Technischer Physik von der University of Illinois at Urbana-Champaign. Anschließend trat er in die United States Navy ein und wurde dort zum Marineflieger ausgebildet.

## Astronautentätigkeit
Im Januar 1978 wurde Gardner von der NASA als Astronautenanwärter ausgewählt. Nach seiner Ausbildung zum Missionsspezialisten arbeitete er in der Softwareabteilung und war in der Unterstützungsmannschaft für die Space-Shuttle-Mission STS-4.

### STS-8
Am 30. August 1983 flog Gardner mit der Raumfähre Challenger zum ersten Mal ins All. Die Mission STS-8 war der erste Flug eines Space Shuttle, bei dem sowohl der Start als auch die Landung in der Nacht erfolgten. Die Fracht bestand aus dem indischen Mehrzwecksatelliten Insat 1-B.

### STS-41-H
Die Mission STS-41-H sollte im September 1984 im Auftrag des US-Verteidigungsministeriums durchgeführt werden oder stattdessen einen TDRS-Satelliten aussetzen. Aufgrund von Problemen mit der IUS-Oberstufe wurde die Mission abgesagt. Als Besatzung waren Frederick Hauck, David M. Walker, Joseph P. Allen, Anna Lee Fisher, Dale Gardner und die Nutzlastspezialisten der US Air Force, Gary Payton und Frank Casserino, nominiert. Als Ersatz-Nutzlastspezialist war Daryl Joseph vorgesehen. Die Crew ohne Nutzlastspezialisten ging zur Mission STS-51-A.

### STS-51-A

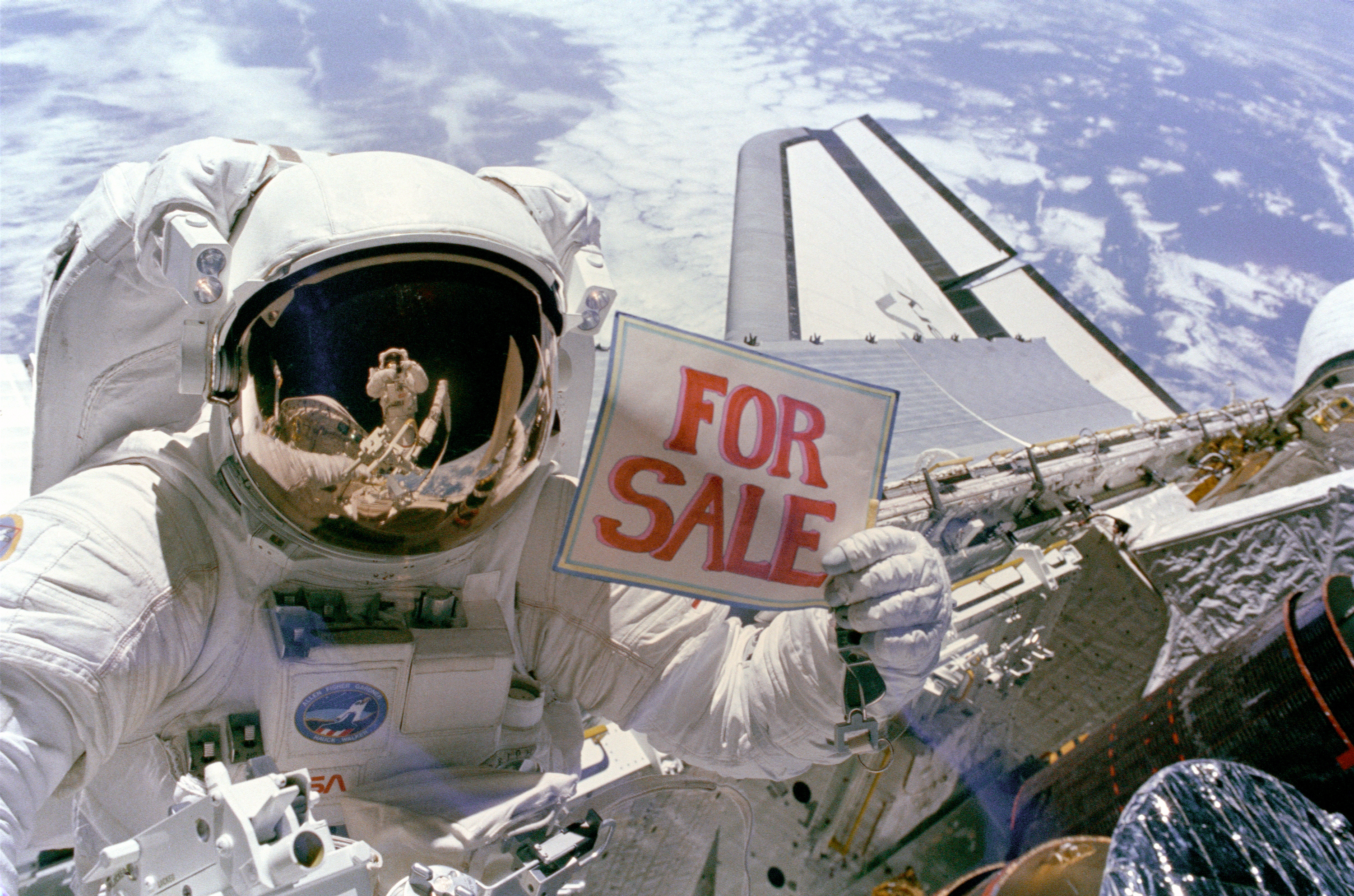
Dale Gardner verkaufte gelegentlich Satelliten

Seinen zweiten Raumflug absolvierte Gardner an Bord der Discovery vom 8. November bis zum 16. November 1984. Bei der Mission STS-51-A wurden zwei Satelliten ausgesetzt und zwei andere Satelliten wieder eingefangen, die bei der Mission STS-41-B auf einer zu niedrigen Umlaufbahn ausgesetzt worden waren. Zum Einfangen der beiden Satelliten unternahmen Gardner und sein Kollege Joseph Allen zwei Außenbordeinsätze.

### STS-62-A
STS-62-A sollte im Juli 1986 als erste Shuttle-Mission vom Space Launch Complex 6 auf der Vandenberg Air Force Base starten. Gardner wäre mit der Discovery auf der ersten Shuttle-Mission auf einem polaren Orbit geflogen. Robert Crippen hätte die Discovery auf der ersten Shuttle-Mission auf einem polaren Orbit für das US-Verteidigungsministerium kommandiert. Die Crew hätte neben Crippen aus Guy Gardner, Dale Gardner, Mike Mullane, Jerry Ross sowie dem Militärastronauten John Watterson (MSE) und dem Politiker Edward C. Aldridge bestanden. Der Flug wurde abgesagt, da sich das US-Verteidigungsministerium nach dem Challenger-Unglück aus dem Shuttle-Programm zurückzog. Auch später startete kein Shuttle mehr von der Vandenberg Air Force Base.

## Nach der NASA
Im Oktober 1986 verließ Gardner die NASA und nahm seinen Militärdienst beim U.S. Strategic Command in Colorado Springs wieder auf. Er diente über zwei Jahre in der Space Control Operations Division auf der Cheyenne Mountain Air Force Base und wechselte im Juni 1989 auf die Peterson Air Force Base zur Space Control. Im Oktober 1990 wechselte er in die Privatwirtschaft zu TRW und arbeitete dort als Programmmanager in der Abteilung für Weltraum- und Verteidigungstechnik.

## Privates
Dale Gardner war Vater zweier Kinder. Er war geschieden und starb im Februar 2014 in Colorado Springs an einem Gehirnaneurysma.